# 15 cm SK L/45
Il 15 cm SK L/45 fu un cannone navale tedesco impiegato durante la prima e la seconda guerra mondiale. Fu impiegato anche dalle marine vincitrici della Grande Guerra e come artiglieria costiera e cannone ferroviario. Nella Regia Marina era denominato cannone da 149/43.

## Storia
Sviluppato dalla Krupp per la Kaiserliche Marine nel 1906, fu immesso in servizio nel 1908. Costituiva l'armamento secondario della maggior parte delle navi da battaglia e degli incrociatori tedeschi. Era incavalcato su affusto singolo a piedistallo in casamatta lungo le fiancate delle navi maggiori. Sui cacciatorpediniere e sul naviglio minore la bocca da fuoco era invece installata sul ponte, su affusto scudato. Per sopperire alla carenza di armi a lunga gittata durante la Grande Guerra fu utilizzato per la realizzazione dei cannoni ferroviari 15 cm SK "Nathan". L'arma fu installata anche sulle navi varate negli anni venti, mentre durante la seconda guerra mondiale armò gli incrociatori ausiliari e le batterie costiere.

## Tecnica

### Bocca da fuoco
La canna era in acciaio, con due ordini di cerchiatura, con otturatore orizzontale. La manovra era a tiro rapido, poiché impiegava cartocci-granata con bossolo metallico. La cadenza di tiro era di 15 colpi al minuto. La durata prevista delle canne era di circa 7.000 colpi.

### Impianti
| Tipo di impianto                           | Modello      | Peso      | Elevazione | Gittata  | Classi di navi                                           |
| Affusto singolo a piedistallo in casamatta | MPL C/06     | 15 770 kg | -7°/+20°   | 14 900 m | Nassau, Helgoland, Kaiser, Von der Tann, Moltke, Blücher |
| Affusto singolo a piedistallo in casamatta | MPL C/06.11  | 16 533 kg | -10°/+19°  | 13 500 m | König, Seydlitz, Derfflinger                             |
| Affusto singolo a piedistallo in casamatta | MPL C/13     | 17 950 kg | -8.5°/+19° | 13 500 m | Bayern, Mackensen                                        |
| Affusto singolo a piedistallo in casamatta | MPL C/13 mod | 18 350 kg | -8.5°/+22° | 15 800 m | deriva dal MPL C/13 modificato durante la guerra         |
| Affusto singolo a piedistallo scudato      | MPL C/14     | 16 185 kg | -10°/+22°  | 15 800 m | Wiesbaden, Königsberg                                    |
| Affusto singolo a piedistallo scudato      | MPL C/16     | 17 116 kg | -10°/+27°  | 16 800 m | Cöln, Emden                                              |
| Affusto singolo a piedistallo scudato      | MPL C/16 mod |           | -10°/+30°  | 17 600 m | derivato dal MPL C/16 modificato durante la guerra       |

### Munizione
Il 15 cm SK L/45 impiegava il cartoccio bossolo 15 cm Spgr L4,1 da 45,3 kg. La carica di lancio era composta da 3,9-4,09 kg di polvere tipo RP C/06 o RP C/12.

## Impiego nella forze armate italiane
Il cannone da 149/43 equipaggiava le navi consegnate dall'Impero tedesco alla Regia Marina come risarcimento per i danni di guerra:
- RN Bari, incrociatore leggero ex-SMS Pillau
- RN Taranto, incrociatore leggero ex-SMS Straßburg
- RN Ancona, esploratore ex-SMS Graudenz

Il Bari ed il Taranto rimasero in servizio per tutta la seconda guerra mondiale, mentre l'Ancona venne radiato e demolito nel 1938. I pezzi sbarcati da 149/43 furono quindi trasferiti alle batterie costiere della MILMART ed impiegati durante la guerra in Italia ed Africa Settentrionale.